# Erich Maria Remarque
Erich Maria Remarque (vlastním jménem Erich Paul Remark, 22. června 1898 Osnabrück – 25. září 1970 Locarno) byl německý pacifistický spisovatel, jenž napsal několik děl o hrůzách války. Jeho nejznámějším románem je Na západní frontě klid (1928), kniha o osudech německých vojáků v první světové válce, jež posloužila za předlohu americkému filmu vyznamenaného v roce 1930 Cenou Akademie Oscarem. Jeho pacifismus a protiválečný přístup byly důvodem, proč se stal nepřítelem nacistického režimu.

## Životopis
Narodil se 22. června 1898 v dolnosaském Osnabrücku jako druhé nejstarší ze čtyř dětí. Jeho rodiče byli knihvazač Peter Franz Remark (1867–1954) a Anna Marie, roz. Stallknecht (1871–1917). Měl bratra Theodora Arthura (1896–1901) a sestry Ernu a Elfriede. Studoval na učitelském ústavu v Münsteru. Roku 1916 odešel v 18 letech do první světové války. Na její západní frontě byl brzy vážně raněn a konec války prožil v lazaretu v Duisburgu.
Po návratu z války měl problémy začlenit se do normální společnosti. Vystřídal řadu povolání, nejprve chtěl být hudebníkem a později malířem. Pracoval též jako učitel, automobilový závodník, obchodní cestující aj. V letech 1923–1934 působil jako redaktor časopisů „Sport im Bild“ v Berlíně a „Echo Continental“ v Hannoveru.
Jako literát se prosadil v roce 1928 svým románem Na západní frontě klid (v německém originálu Im Westen nichts Neues), který mu zajistil celosvětový úspěch. Během tří let se prodalo tři a půl milionu výtisků. Již rok nato byl román zfilmován režisérem Lewisem Milestonem jak ve zvukové tak v němé verzi. 
Cestoval po Itálii, Švýcarsku, Balkáně a Turecku. V roce 1925 se oženil s Ilse Juttou Zambon (1901–1975), manželství však trvalo pouze pět let do roku 1930. Avšak v roce 1933 spolu letěli do Švýcarska; v roce 1938 se znovu vzali, aby se Ilse Zambon nemusela vrátit do nacistického Německa, a v roce 1939 emigrovali do Spojených států, kde se oba roku 1947 stali naturalizovanými občany. Manželství definitivně skončilo 20. května 1957. 
Ihned po nástupu nacismu (1933) se Remarque dostal na index zakázaných autorů a v roce 1938 byl zbaven německého občanství. Nacistická propaganda prohlásila, že Erich Maria Remarque je doopravdy Paul Kramer (Remark pozpátku), údajně Žid, který se nikdy nezúčastnil první světové války, a tudíž ji nemůže popisovat. Označila ho za „literárního zrádce“ a jeho knihy byly veřejně páleny, protože jeho popis války byl pro výbojné záměry režimu krajně nevhodný. 
V roce 1943 byla jeho mladší sestra Elfriede Scholz zatčena pro svůj výrok, že válka je pro nacistické Německo již ztracena. Prezident tzv. Lidového soudu Roland Freisler ji kvůli „podrývání morálky“ odsoudil k trestu smrti. Byla popravena pod guillotinou. Osud sestry byl podnětem k Remarquově knize Jiskra života.
Po druhé světové válce žil Remarque střídavě v USA a Švýcarsku. V roce 1958 se oženil s americkou filmovou hvězdou Paulette Goddard, bývalou manželkou Charlieho Chaplina. Společně žili v malé obci Ronco sopra Ascona ve švýcarském kantonu Ticino, kde Remarque koupil dům již v roce 1931. Remarque zemřel na srdeční chorobu 25. září 1970 na klinice ve švýcarském Locarnu. Do své německé vlasti se ani po válce již nikdy nevrátil.

## Dílo
Ve svých dílech se věnuje tzv. „ztracené generaci“, ke které sám patřil. V jeho díle se často objevuje téma automobilových závodů, Remarque se o závody nejen zajímal, ale sám i nějaký čas aktivně závodil. Jeho romány jsou protiválečné a lze je označit za pacifistické.

### Romány
- Domov snů, též překládáno jako Říše snů (1920)
- Žena se zlatýma očima, někdy překládáno jako Gam (1923/1924, publikováno 1998) – Román vydaný z pozůstalosti, vznikl pravděpodobně v letech 1923–1924, o čemž svědčí mj. povídka Steppengewitter (Stepní bouře) otištěná roku 1924 v mnichovském časopise Jugend, jejíž obsah je z velké části identický s jednou z kapitol románu. Román sleduje cestu protagonistky Gam po čtyřech kontinentech a konfrontaci s nejrůznějšími typy mužů.
- Stanice na obzoru (1928) – Příběh automobilového závodníka Kaie, nevyrovnaného a nepokojného mladého světáka a bonvivána, je vyprávěním o chlapském kamarádství a rivalitě, o ženách, o těkavém neklidu, výstřelcích a povyraženích bohémské společnosti. Román původně vycházel na pokračování v letech 1927–1928 v berlínském magazínu Sport im Bild. V knižní podobě vyšel v Německu poprvé až v roce 1998. Česky Ikar 1999.
- Na západní frontě klid (1929) – První závažnější autorova kniha, okamžitě vzbudila zájem po celém světě. Záměr knihy a částečně i obsah vyjadřuje její motto „Kniha je pokusem podat zprávu o generaci, která byla zničena válkou – i když unikla jejím granátům“. Vypravěč Bäumer vypráví o válečných zážitcích a příkořích, které jim válka způsobila.
- Cesta zpátky (1931) – Kniha vystihuje politický, mravní a nakonec i vojenský rozklad Německa po první světové válce. Jedná se o jakési volné pokračování románu Na západní frontě klid.
- Tři kamarádi (1936) – Děj románu se odehrává v Německu na přelomu dvacátých a třicátých let 20. století. Hlavní hrdinové jsou tři kamarádi Robert, Otto a Gottfried, kteří společně vlastní autodílnu. Autodílnu, která však nijak zvláště neprosperuje, ale je v ní jejich milovaný automobil jménem Karel. Karel – auto s ošuntělou, pobouchanou a zastaralou karoserií, ale s motorem špičkového závodního stroje. Karel je jejich hlavní vášeň, tedy vedle dobrého jídla a pití (především dobrého rumu). Ke změně dojde ve chvíli, kdy se při projížďce s Karlem stavují v příměstské zahradní restauraci. Jeden z kamarádů, Robert, se zde seznamuje s krásnou dívkou jménem Pat. Pat, dívce z lepší rodiny, se líbí bohémský způsob života vedený třemi kamarády a začíná ho žít s nimi. Naplno propuká láska mezi Pat a Robertem. Při první společné dovolené Robert s hrůzou zjišťuje, že jeho milovaná Pat je těžce nemocná a už roky bojuje s tuberkulózou. S přispěním kamarádů se jí snaží všemožně pomoci. Po poradě s lékařem se zdá být jediným řešením léčení v nákladném horském sanatoriu, kam Pat také odjíždí. Mezitím se Gottfried, poslední romantik, zapojuje do protifašistického hnutí. Při jednom střetu s oddílem SA je Gottfried ze zálohy zastřelen. Zbývající dva kamarádi začínají pátrat po vrahovi a hodlají se pomstít. To se jim za pomoci přítele Alfonse podaří. Pak již všechny své síly a především peníze směřují k vyléčení Pat. Postupně rozprodávají všechny své věci, aby Pat mohla zůstat na léčení v sanatoriu. Jako poslední věc prodají i milovaného Karla. Přes veškerou snahu Pat nakonec nemoci podlehne.
- Miluj bližního svého (1941) – Příběh mladého hocha, který utíká před nacismem. Přijde o rodiče a žije jako psanec. V Praze se seznámí s mladou dívkou, společně odcházejí do Francie a snaží se utéci do Ameriky.
- Vítězný oblouk (1946) – Děj románu se odehrává v Paříži těsně před nacistickou okupací. Hlavním hrdinou je německý lékař – chirurg Ravic. Ravic utekl do Paříže před nacisty. Žije bez dokladů a pracuje ilegálně na jedné z místních klinik. Jedné noci potkává dívku Joan, které umírá přítel, který ji vzal do Paříže. Pomůže jí a oba se postupně do sebe zamilují, ale jejich vztah je dost rozporuplný. Ravic pak náhodně v Paříži potkává Haakeho, člověka, který ho a jeho přátele a další lidi vyslýchal, týral a mučil. Zprvu se mu zdá, že jde jen o přelud, přesto se ho zmocňuje touha po pomstě. Nakonec se Ravikovi podaří Haakeho zabít, značně se mu uleví a smíří se sám se sebou. Kniha končí smrtí Joan a vyhlášením mobilizace ve Francii. Všichni vědí, že se blíží válka.
- Jiskra života (1952) – Kniha vypovídá o hrůzách života v nacistickém koncentračním táboře.
- Čas žít, čas umírat (1954) – Kniha pojednává o německém vojákovi, který se ve druhé světové válce vrací domů z východní fronty do zničeného Německa.
- Černý obelisk (1956) – Děj románu se odehrává v Německu ve dvacátých letech 20. století. Pro Německo je to období hyperinflace, kdy se kurs marky mění dvakrát denně. Hlavní hrdinové jsou kamarádi z I. světové války a vlastní pohřební ústav. Kniha zaznamenává jejich radosti, lásky a starosti. Zároveň na jejich osudu ukazuje politické a hospodářské těžkosti výmarského Německa. Současně zaznamenává důvody pro nástup nacismu (nacionálního socialismu) v Německu.
- Nebe nezná vyvolených (1961) – Milostný román z prostředí automobilových závodů.
- Noc v Lisabonu (1962) – Příběh Josefa Baumanna a jeho ženy Heleny, kteří prchají z nacistického Německa.
- Zaslíbená země (1970) – Kniha vypráví o osudu německých uprchlíků za druhé světové války. Děj se odehrává ve Spojených státech, kde se židovský emigrant vypořádává s krutou minulostí.
- Stíny v ráji (1971) – Vyprávění o německém emigrantovi-novináři, kterého osud zavál až do dalekého New Yorku.

### Divadelní hra
- Poslední stanice (1956) – O bombardování Berlína.

### Sbírka povídek
- Nepřítel (Der Feind, 1931, česky 1995) – 6 povídek s tematikou první světové války.